# Микмаци
Микмаци су алгонквински народ, који од давнина насељава област која данас припада атлантским провинцијама Канаде. Своју постојбину зову Микмаки(ја). Према канадском попису из 2016. године има их 168.480 (укључујући 18.044 Микмака који припадају недавно признатој „Првој нацији Калипу” на острву Њуфаундленд), од којих око 11.000 говори микмачким језиком, једним од источноалгонквинских језика. У прошлости су као писмо коришћени микмачки хијероглифи, међутим данас као писмо служи латиница.
Микмаци, Малисити и Пасамакводи, који су насељавали источну обалу данашње Канаде, потписали су низ споразума о миру и пријатељству са британском круном током 18. века; од којих је први потписан 1725, а последњи 1779. Домороци овим споразумима нису уступили своју земљу, нити су се одрекли других својих права. Пресудом Врховног суда Канаде из 1999. у предмету Краљица против Маршала (енгл. R v Marshall; Regina versus Marshall), потврђена су права Микмака утврђена споразумом из 1752. којим је гарантовано право домородаца на лов, риболов и трговину на њиховој земљи.
Микмачко Велико веће (Санте Мавиоми) има право да се упушта у непосредне разговоре са канадском савезном владом и владом Нове Шкотске, на основу споразума од 30. августа 2010, који је настао у окриљу „Микмачко-Новошкотско-Канадског Трипартитног Форума”. Овај споразум о сарадњи, који укључује све „прве нације” из Нове Шкотске, био је први своје врсте у историји Канаде. Микмачко велико веће у прошлости су сачињавали представници седам окружних већа Микмакије и окружне поглавице. Оно је било највиши ниво власти микмачког народа, које је после доношења Индијанског закона из 1876. изгубило свој значај, јер је законом било предвиђено да „прве нације” изаберу своје владе, што је довело до тога да је Велико веће имало само симболични значај.

## Велико већеСанте Мавиоми
Поред окружних већа, којих је било 7, Микмакијом је традиционално управљало Велико веће или Санте Мавиоми. Велико веће се састојало од Кептинака („капетани” на српском), који су били окружни поглавари. Постојале су и старешине путуи (старци читачи појасева од вампума и историчари, који су се такође бавили споразумима са другим староседеоцима и недомороцима), женско веће и сахем (велики поглавица). Сахем (велики поглавица) је била титула која се давала једном од окружних поглавара, који је обично био из округа Унамаки (острво Кејп Бретон). Ова титула је била наследна унутар клана и обично се преносила на најстаријег сина великог поглавице.
Санте Мавиоми или Микмачко Велико веће, било је највиши ниво власти микмачког народа. Након доношења Индијанског закона из 1876. оно је изгубило свој значај, јер је законом било предвиђено да „прве нације” изаберу своје владе, што је довело до тога да је улога Великог већа била сведена на духовно вођство.
Микмачка нација и влада Нове Шкотске постигле су 30. августа 2010. историјски споразум, којим је потврђено да је микмачко Велико веће званично консултативно тело које води разговоре са канадском савезном владом и владом покрајине Нове Шкотске. Стварање Микмачко-Новошкотско-Канадског Трипартитног Форума је претходило потписивању овог споразума. Споразум из августа 2010. је први такав споразум о сарадњи у канадској историји; њиме је предвиђено представљене свих Првих нација из провинције Нова Шкотска.
По традицији, Велико веће се састајало на малом острву Мнику, у језеру Бра д'Ор на острву Кејп Бретон (Унамкик). Данас, почетком 21. века, оно се налази у оквиру резервата под именом Чеп'л Ајленд или Потлотек. Заседања Великог већа се и дан-данас одржавају на острву Мнику.
Такамкук (Њуфаундленд) је историјски припадао територији округа Унамкик. Међутим, касније је ово велико острво организовано као посебан округ.

### Велике поглавице
Сахем (велики поглавица) Мемберту је 24. јуна 1610. прешао у католицизам и крстио се. Склопио је савез са француским језуитима. Микмаци, као трговински савезници Француза, дозвољавали су ограничено насељавање Француза на својој земљи.
Габријел Силибој (1874—1964), је био уважени верски вођа, члан Великог већа, који је изабран за новог сахема 1918. На ову позицију је биран више пута и на њој је остао до краја живота.
Нова Шкотска је 1927. оптужила Великог поглавицу Силибоја да је ван сезоне ловио бизамске пацове због крзна. Први се у својој одбрани на суду позвао на права дефинисана Споразумом из 1752. Међутим, изгубио је овај спор. Врховни суд Канаде је 1985. коначно признао споразумна права из 1752. на лов и риболов аутохтоног становништва у својој пресуди Краљица против Сајмона (енгл. R. v. Simon). На 50. годишњицу Силибојеве смрти, Велико веће је затражило од владе Нове Шкотске помиловање за покојног Великог поглавицу. Премијер Стивен Мекнил дао је постхумно помиловање 2017. године. Заменик гувернера Нове Шкотске, Џон Џејмс Грант, премијер Мекнил и министарка правде Дајана Вејлен, помиловали су Силибоја и издали формално извињење: то је било „друго постхумно помиловање у историји Нове Шкотске”. Његов унук, Ендру Дени, данашњи Велики поглавица Великог савета, рекао је да је његов деда „изазивао поштовање; млади људи који су желели да се венчају од њега су тражили благослов, а код мисије на Чеп'л Ајленду чамци су се се заустављали када је он пролазио”.

## Микмачки језик
Према попису из 2016. године, од 168.420 Микмака, само је 7.140 њих или 4% изјавило да говори микмачким језиком.

### Хијероглифско писмо
Микмачки језик је раније писан микмачким хијероглифским писмом. Данас је углавном у употреби латинично писмо.
У Националном парку Кеџимкуџик, петроглифи урезани у стене од шкриљаца, који приказују начин живота Микмака, укључују писане хијероглифе, људске фигуре, микмачке куће и колибе, украсе (као што су крстови), једрењаке и животиње. Они се везују за Микмаке, који су непрекидно насељавали ово подручје од праисторије.‍:1 Најстарији петроглифи су настали у праисторији, а најмлађи у 19. веку.
Џери Лоунклауд (1854—1930), микмачки „етнограф”, 1912. је транскрибовао неке од петроглифа из Кеџимкуџика и поклонио своја дела Музеју Нове Шкотске. Заслужан је за прву микмачку монографију, која је написана на основу његових усмених записа о историји Микмака из 1920-их.
Након што је крајем 1670-их видео микмачке хијероглифе, које је млади Микмак исписао угљем на брезовој кори, француски мисионар Крестијен Ле Клерк, који је радио на полуострву Гаспе, усвојио је њихову употребу за подучавање Микмака католичким молитвама и химнама на њиховом сопственом језику.
Кристијан Каудер, који је био мисионар у Микмакији од 1856. до 1871. је у свом делу на немачком, Хришћански Катихизис, објављеном 1866, записао неколико молитви писаних микмачким хијероглифима, као што су Круница Блажене Девице Марије и Оченаш.
Дејвид Л. Шмит и Мурдена Маршал су у својој књизи из 1995. године, објавили неке од молитава, приповетки и литургија представљених хијероглифима — пиктографским симболима. Микмаци су ове хијероглифе развили пре контакта са Европљанима. Француски језуитски мисионари су усвојили њихову употребу при подучавању Микмака католичким молитвама и вери. Шмит и Маршал су доказали да су ови хијероглифи служили као потпуно функционално писмо. Они тврде да је то најстарије писмо неког аутохтоног језик у Северној Америци северно од Мексика.

### Етимологија речиМикмак
Назив Лну је микмачки аутоним, а његово значење је „људско биће” или „људи”. Микмаци су себе називали именом Лну, али су израз никмак (мој рођак) користили као поздрав.
Французи су за Микмаке првобитно користили назив Суриква, а касније Гаспесиенс (становници полуострва Гаспе). Назив Микмакис су преузели из енглеског језика. Британци су их првобитно звали Тарантинс, што је назив који вероватно има француску основу.
Постоје различита објашњења за појаву и ширење уптребе појма Микмак. Према Микмачком водичу за сналажење реч „Микмак” значи „породица”. Анишинабе за Микмаке користе назив Миџима(г), што значи „браћа/савезници”.
Шарл Оберт де ла Шене је први Европљанин који је забележио појам Микмак као назив за народ, а употребио га је у својим мемоарима из 1676. Овај податак је навела Марион Робертсон у својој књизи Црвена земља: Микмачке приче (енгл. Red Earth: Tales of the Mi'kmaq), коју је објавио 1960-их Музеј Нове Шкотске,Робертсон цитира професора Ганонга, који предлаже да је реч „Микмак” изведена из речи мегаминго (земља). Исти предлог има о је и Марк Лекарбо.
Мгоуће је да име Микмак има значење „Црвене Земље Народ, или Народ Црвене Земље”. Мегумаги, име које су Микмаци користили за своју земљу, и Мегумавак, име којим су називали себе, повезани су са речима мегвак, што се односи на црвену боју, и магумегек, „на земљи”. Ранд је превео мегакумегек као „црвено на земљи”, „црвено тло” или „црвена земља”. Према Робертсону порекло микмачког имена је везана за реч нигумак, што значи „мој брат” или „мој пријатељ”, или представља израз љубазности. Стансбури Хагар је сугерисао у свом делу „Микмачка Магија и Медицина” да реч мегумавак потиче од мегумовесу, што се односи на магију.

## Географија
Земља Микмака, Микмаки(ја), традиционално је подељена на седам округа. Пре наметања канадског Индијанског закона, сваки округ је имао своју независну владу и границе. Независне владе су имале окружног поглавицу и веће. Чланови савета били су поглавице банди (потплемена, дружина), старешине и други истакнути чланови племена. Окружно веће је било задужено да обавља све дужности које има свака независна и слободна власт, доношење закона, спровођење правде, давање права на коришћење риболовних подручја и ловишта, ратовање и успостављање мира.

### Окрузи
Осам микмачких округа (укључујући Такамгаг, који често није уврштен) су: 1) Епеквитик ак Пиктик, 2) Ескикевакик, 3) Кеспек, 4) Кеспаквитик, 5) Сикникт, 6) Сипикникатик, 7) Анамакик и 8) Такамгик (Такамгаг).

## Однос Микмака са савезним и покрајинским властима

### Трипартитни форум
„Микмачко-Новошкотско-Канадски Трипартитни Форум” је основан 1997. Владе Канаде и Нове Шкотске су 31. августа 2010. потписале историјски споразум са Микмачком нацијом, којим је успостављен процес у којем савезна влада мора да се консултује са микмачким Великим већем (Санте Мавиоми) пре него што се упусти у било какве активности или пројекте који утичу на Микмаке у Новој Шкотској. Ово је први такав споразум о сарадњи у канадској историји, њиме су укључене све прве нације унутар једне провинције.

### Комисија за истину и помирење
Микмакиња из Нове Шкотске, активисткиња Нора Бернард, иницирала је 2005. године највећу групну тужбу у канадској историји, заступала је око 79.000 жртава школског система канадских Индијанаца. Влада Канаде је прихватила нагодбу, на основу које је имала обавезу да жртвама исплати више од 5 милијарди канадских долара.
Од 2008. од 2015. постојала је „Комисија за истину и помирење у случају интерната за индијанску децу”, чији су чланови у јесен 2011. године, путовали у различита насеља на Атлантском приобаљу Канаде, која су сва била у области коју је покривао интернат за Индијанце Шубенакади, који је био једини интернат у региону. У својој књизи из 2004. године под насловом Завештање интерната Шубенакади, новинар Крис Бенџамин је писао о „живим ранама” микмачке деце која су похађала институцију Шубенакади у периоду од три деценије — од 1930. до 1967.

### Микмачко школство
Прва школа под управом самих Микмака у Новој Шкотској — „Мигмаг Гина матној”, основана је 1982. и резултат је сарадње између Микмака и владе Нове Шкотске. Образовни програм који спроводи ова школа, према Крису Бенџамину је најуспешнији међу школама под контролом првих нација у Канади.
До 1997. године, властима свих микмачких резервата пренета је одговорност за пружање образовања. До 2014. године основано је 11 школа у Новој Шкотској под управом домородачких банди (дружина, потплемена), а провинција има највећу стопу задржавања староседелачких ученика у школама у Канади. Више од половине наставника су Микмаци. Од 2011. до 2012. године дошло је до повећања од 25% броја микмачких ученика који образовање настављају на универзитету. Атлантска Канада има највећу стопу староседелачких студената који похађају универзитете у земљи.

## Историја

### Пре контакта са Европљанима
У југозападној Новој Шкотској постоје археолошки докази да су земља и други ресурси коришћени на традиционалан начин најмање 4.000 година.‍:23 У Националном парку и историјском локалитету Кеџимкуџик, постоје пловни путеви од залива Фанди до Атлантског океана које су кануисти староседеоци користили хиљадама година.
У својој магистарској тези на Меморијалном Универзитету, микмачки старешина, Роџер Луис, истражио је реципрочни однос микмачког становништва са животном средином, које је оно имало пре контакта са Европљанима. Тај однос се огледао у самоодрживом риболову, лову и сакупљању, као и одабиру локација насеља. Луис, који је био на позицији кустоса етнологије у Музеју Нове Шкотске у Халифаксу, од 2007. године, се у својој магистарској тези фокусирао на врше коришћене за риболов у југозападној Новој Шкотској пре контакта са Европљанима.
У поглављу „Позна праисторија источне обале” „Приручника северноамеричких Индијанаца” (Handbook of North American Indians) из 1978. године, које је издао институт Смитсонијан, археолог Дин Сноу наводи да је прилично дубока лингвистичка подела између Микмака и источних Алгонквина, који су живели југозападно од њих, он сугерише да су Микмаци на својој земљи развили посебну културу. У њој је била наглашена поморска оријентација, пошто је ово подручје имало релативно мало великих речних система. У поглављу „Рани индијанско-европски контакт” истог Приручника из 1978. године, етнолог Т. Џ. Брасер је описао како су пре контакта мале полуномадске банде (дружине, потплемена), које је чинило неколико патрилинеарно сродних породица староседелаца, преживљавале у климатским условима неповољним за пољопривреду, издржавајући се риболовом и ловом. Значајне вође нису постојале, сем у ловачким дружинама. У истом Приручнику из 1978. године, антрополог Филип Бок је описао годишњи циклус сезонског кретања Микмака пре контакта. Бок је написао да су Микмаци током зиме живели у раштрканим логорима у унутрашњости, а током лета у већим приобалним насељима. Мрешћење риба у марту би их навело да се окупе око потока у којима се риба мрести. Овде су ловили харинге, сакупљали јаја водених птица и ловили гуске. У мају је на морској обали постојало обиље бакалара и шкољки, а приобални поветарац је доносио олакшање од инсеката крвопија који су распрострањени у унутрашњости, као што су црне муве (Simuliidae), јеленске муве (Chrysops), разне врсте малих мушица и комараца (Culicidae). Јесењи мраз убијао је ове инсекте током септембра, у време мреста америчких јегуља, које су у ово доба ловили Микмаци. Мање дружине Микмака би се затим распршиле и отишле у унутрашњост, где су ловили лосове и карибуе. Лос је био најважнија животиња коју су Микмаци ловили, сви делови тела лоса су били коришћени: месо за храну, кожа за одећу, тетиве за израду конопца и кости за резбарење и прављење алата. Друге животиње које су Микмаци ловили били су јелени, медведи, зечеви, даброви и бодљикави прасићи.
Брасер је описао први контакт између Микмака и европских рибара. Ови рибари су свој улов солили на мору и с њим пловили кући, али су већ 1520. успоставили своје прве логоре на обали за сушење бакалара. Током друге половине 16. века, сушење је постало преовлађујући метод чувања бакалара. Брасер је забележио да је трампа крзна за европску робу променила микмачко друштво. Жеља за увозном робом навела је мушкарце да већи део године проводе далеко од обале, у унутрашњости, где су ловили животиње због крзна. Лов животиња које се не селе, као што је дабар, повећало је свест о значају чувања племенских граница од странаца. Склоност трговаца да тргују у приступачнијим лукама довела је до окупљања Микмака у мањи број летњих насеља. То је последично довело до стварања мањег броја већих банди (дружина, потплемена), предвођених трговцима који су били најспособнији преговарачи.
Према Музеју Нове Шкотске, медвеђи зуби и канџе су коришћени као украси у регалијама. Жене су користиле бодље бодљикавих прасића као игле којима су израђивале низове украсних перли на одећи, мокасинима и разним модним детаљима. Оружје које је највише коришћено за лов су лук и стрела. Микмаци су своје лукове правили од јавора. У исхрани су користили разне врсте риба, као што су лосос и јесетра, као и разне врсте морских плодова као што су јастог, лигње, шкољке и јегуље, такође су се хранили морским птицама и њиховим јајима. Ловили су морске сисаре као што су плискавице, китови, моржеви и фоке.
Микмачка територија је била први део Северне Америке који су Европљани обилато експлоатисали. Извештаји Џона Кабота, Жака Картјеа и португалских истраживача о тамошњим условима подстакли су посете португалских, шпанских, баскијских, француских и енглеских рибара и китоловаца, почев од 16. века.
Европски рибари су основали рибарске логоре у Новом свету у којима су трговали са микмачким рибарима; а трговина се брзо проширила на крзна. Према Томасу Б. Костејну, (1885—1965), новинару који је писао историјске романе, око 1578. приближно 350 европских бродова је ловили око ушћа реке Сен Лорен. Већина су били независни рибари, али је све већи број истраживао могућност трговине крзном.

### 17. и 18. век

#### Колонијални ратови
У јеку Рата краља Филипа између енглеских колониста и Индијанаца у јужној Новој Енглеској, Микмаци су постали део „Вабаначке конфедерације”, савеза који је поред Микмака укључивао и 4 друга алгонквинска народа: Западни Абенаки, Источни Абенаки (Пенобскоти и др.), Пасамакводи и Малисити. Вабаначка конфедерација је била у савезу са Акађанима. У току Рата краља Филипа дошло је и до Битке код Порт Ла Тура (1677), првог војног сукоба између Микмака и Нове Енглеске.
Током периода од седамдесет пет година, током шест ратова у Микмакији, Микмаци и Акађани су се заједно борили да спрече Британце да заузму ову област. Француска је изгубила војну контролу над Акадијом 1710. и одрекла се полагања права на њу (осим Кејп Бретона) Спопразумом из Утрехта са Енглеском из 1713. године.
Али Микмаци нису били укључени у склапање споразума и никада нису уступили своју земљу Британцима. Микмацима је 1715. речено да Британци на основу Споразума из Утрехта полажу право на њихову древну територију. Микмаци су се формално жалили француском команданту у Луизбургу због тога што је француски краљ пренео суверенитет над њиховом земљом која није била у његовом поседу. Били су обавештени о томе да су Французи полагали право на њихову земљу током једног века, на основу закона које су донели европски краљеви, према коме земља не може бити у легалном власништву ниједног нехришћанина, и да је стога таква земља слободно доступна свим хришћанским владарима који на њу положе право. Према микмачком историчару Данијелу Полу „Ако би модерни легалисти икада признали овај изопачени закон, морали би да узму у обзир чињеницу да је, након што су велики поглавица Мемберту и његова породица прешли на хришћанство 1610. године, микмачка земља требало да буде изузета од заплене, јер су Микмаци били хришћани. Међутим, тешко је замислити да би се модерна влада повукла и покушала да искористи такво нецивилизовано смеће као оправдање за непризнавање староседелачког права на земљу”.‍:74–75
Заједно са Акађанима, Микмаци су покушавали да спрече оснивање британских (протестантских) насеља вршећи бројне нападе на Халифакс, Дартмут, Лоренстаун и Луненбург. Током Француског и индијанског рата, северноамеричког ратишта Седмогодишњег рата између Француске и Британије, Микмаци су помагали Акађанима да се одупру Британцима током њиховог протеривања. Војни отпор је знатно ослабио након француског пораза у опсади Луизбурга (1758) на острву Кејп Бретон. Велика Британија је Париским споразумом из 1763. озваничила свој колонијални посед над целом Микмакијом.

#### Споразуми о миру и пријатељству
Између 1725. и 1779. године, Микмаци, Малисити и Пасамакводи су потписали бројне споразуме, који се обично називају „Заветни низ споразума о миру и пријатељству” (енгл. Covenant Chain of Peace and Friendship Treaties), којима су успоставили „мирне односе са британском круном”. Према микмачким представницима, овим споразумима — које је Врховни суд Канаде навео као правни преседан у предмету Краљица против Маршала — Микмаци „нису уступили нити се одрекли свог власништва над земљом и својих других права”.
Према неким историчарима првим споразумом потписаним 1725. године, након Дамеровог рата, Микмаци се нису одрекли права на лов, риболов и сакупљање плодова у дивљини. Споразумима из Халифакса (1760—61) окончани су сукоби између Микмака и Британаца. Под споразумима из Халифакса се подразумева низ споразума, међу којима је прво потписан малиситско-пасамакводски споразум у Халифаксу 1760, а затим и већи број споразума од 1760. до 1761. са различитим микмачким племенима посебно.
Споразум о миру и пријатељству из 1752. између Његовог Величанства Краља и Жан-Батиста Копита, у име Шубенакадских Микмака је цитиран у одлуци Врховног суда Канаде из 1985. године у пресуди у случају Краљица против Симона (R. v. Simon). У својој књизи из 2002. о случају Маршал, историчар Вилијам Викен је записао да не постоји писана документација која би подржала тврдњу да је Коуп (Копит) склопио споразум у име свих Микмака. ‍:184 Потписивањем низа споразума, 75 година ратовања окончано је 1761. Споразумима из Халифакса.
Према књизи из 2009. Нова Шкотска: џепна историја (енгл. Nova Scotia: a pocket history), коју су написали историчари са Универзитета Сент Мари из Халифакса Џон Г. Рид и Бренда Конрој, иако споразуми из 1760—61 садрже изјаве о потчињавању Микмака британској круни, на основу изјава Микмака потписника ових споразума може се закључити да су они желели да потписивањем споразума успоставе пријатељски и узајамни однос. Почетком 1760-их, у региону је било око 300 микмачких ратника и хиљаде британских војника. Циљеви микмачких преговарача који су учествовали у преговорима о споразуму у Халифаксу из 1760. били су склапање мира, успостављање безбедне и добро регулисане трговине робом као што је крзно и започињање сталног пријатељства са британском круном. Према Риду и Конору, Микмаци су заузврат понудили пријатељство и трпељивост према ограниченом насељавању Британаца, иако без икакве формалне предаје земље.‍:23 Да би се испунила очекивања Микмака о реципроцитету, било је предвиђено да се о сваком ширењу британских насеља преговара, и да оно буде пропраћено давањем поклона Микмацима. Пропратним документима којима је било предвиђено спровођење у дело мировних споразума нису успостављена територијална ограничења ширењу британских насеља, али је Микмацима јемчен приступ природним богатствима дуж обала и у шумама, која су им дуго обезбеђивала стабилне изворе хране. Микмачко и енглеско схватање права на коришћење земље била су прилично различита. У својој књизи из 2003. о британском протеривању Акађана, професор историје са Универзитета у Синсинатију, Џефри Планк, описао је везу између Микмака и Акађана као јаку. Микмаци су веровали да могу да деле своју традиционалну земљу и са Британцима и са Акађанима — при чему су Микмаци очекивали да могу да наставе да лове дивљач као и обично и да долазе до обале на којој су сакупљали плодове мора.
Долазак већег броја Плантера из Нове Енглеске (након 1755. и протеривања Акађана) и Лојалиста Уједињеног царства (након америчког рата за независност) довео је до повећања притиска на британске власти да прекрше споразуме са Микмацима и да обезбеде земљу за нове енглеске досељенике. Ово досељавање је створило значајан економски, еколошки и културни притисак на Микмаке. Микмаци су покушавали да обезбеде спровођење споразума тако што су претили насиљем. На почетку Америчког рата за независност, многа микмачка и малиситска племена су подржавала Американце у борби против Британаца. Учествовали су у Мејџервилској побуни и бици код Форт Камберланда 1776. Микмачки делегати су са Сједињеним Америчким Државама закључили први међународни споразум, Споразум из Вотертауна, убрзо након што је Америка прогласила своју независност у јулу 1776. Ови делегати нису званично представљали Микмачку владу, али су се многи Микмаци придружили Континенталној војсци као резултат овог споразума. У јуну 1779, Микмаци из долине Мирамиши у Њу Бранзвику напали су и опљачкали неке Британце у тој области. Следећег месеца, британски капетан Огастус Харви, који је командовао ХМС Випером, стигао је у долину и сукобио се са Микмацима. Један Микмак је убијен, а 16 је заробљено и одведено у Квебек. Затвореници су на крају одведени у Халифакс. Ослобођени су 28. јула 1779. након потписивања заклетве на верност британској круни.
Како је почетком 19. века њихова војна моћ слабила, Микмаци су се жалили британским властима тражећи поштовање потписаних споразума и подсећали их на њихову дужност да дају „поклоне” Микмацима како би могли легално да се насељавају у Микмакију. Као одговор на њихове жалбе, Британци су им нудили „помоћ”, што је реч коју су владини званичници најчешће користили. Британци су тражили да се Микмаци одрекну свог начина живота и да почну да се насељавају у трајним насељима. Такође, речено им је да своју децу морају да шаљу у британске школе на школовање.
Габријел Силибој је био први Микмак који је изабран за великог поглавицу (сахема) 1919. и први који се борио на Врховном суду Нове Шкотске за признавање неког потписаног споразума — и то Споразума из 1752.
Празник „Дан споразума”, којим се слави потписивање споразума између Британског царства и Микмака, први пут је обележен 1. октобра 1986.
Споразуме је Врховни суд Канаде формално признао тек када су убележени у Одељку 35 Уставног закона из 1982. Први дан споразума обележен је годину дана након што је Врховни суд потврдио мировни Споразум из 1752. који су потписали Жан-Батист Коуп (или Жан-Батист Копит) и гувернер Перегрин Хопсон.

### 19. век

#### Краљевска акадијска школа
Волтер Бромли је био британски официр и реформатор који је основао Краљевску акадијску школу и помагао Микмаке током тринаест година колико је живео у Халифаксу (1813—1825). Бромли се у потпуности посветио помагању микмачком народу. Микмаци су били међу најсиромашнијим становницима Халифакса и околних сеоских насеља. Према историчарки Џудит Фингард, његов допринос објављивању јавности тешког положаја Микмака посебно „доприноси његовом историјском значају”. Фингард пише:
Бромлијеви ставови према Индијанцима били су изузетно просветљени за његово време. ... Бромли је потпуно одбацио идеју да су староседеоци природно инфериорни и покушавао је да подстакне побољшање њиховог материјалног положаја насељавањем староседелаца у стална насеља и потстицање бављења пољопривредом, развој талената путем образовања и развој поноса кроз његово проучавање њихових језика.

#### Микмачко мисионарско друштво
Микмачко мисионарско друштво је основано 1849, а један од његових оснивача био је Сила Терцијус Ранд који је највише радио у Хантспорту, где је и живео од 1853. до своје смрти 1889. године. Ранд је много путовао по микмачким насељима, ширећи хришћанску веру, учећи микмачки језик и бележећи микмачка усмена предања. Ранд је превео Свето Писмо на микмачки и малиситски језик, написао речник микмачког језика и прикупио бројне легенде, а кроз свој објављени рад био је први који је свету представио приче о Глускапу. Мисија је распуштена 1870. након дугог периода неслагања са баптистичком црквом. Он се на крају вратио у баптистичку цркву 1885. године.

#### Галерија слика из 19. века
- Велики поглавица Жак-Пјер Пеминуи Пол (трећи слева са брадом) састаје се  1879. са генералним гувернером Канаде маркизом од Лорна у црвеној дворани покрајинског дома (дом скупштине Нове Шкотске), који се налази у покрајинском главном граду Халифаксу.[72]
- Микмачки логор у Сиднеју на острву Кејп Бретон
- Микмачко насеље Тафтс Коув, део града Дартмута, око 1871.
- Микмаци (1873)
- Микмаци (1865)

### 20. и 21. век
Џери Лоунклауд је почетком 20. века сарађивао са историчарем и архивистом Харијем Пирсом на бележењу микмачких народних обичаја. Лоунклауд је написао прву микмачку монографију, коју је његов биограф насловио „Пратећи Др. Лоунклауда: Од шоумена до чувара легенди”. Историчарка Рут Холмс Вајтхед написала је следеће: „Етнограф микмачке нације могао је с правом бити његов епитаф, последње одавање почасти”.

#### Светски ратови
Више од 150 микмачких мушкараца се 1914, на почетку Првог светског рата, пријавило у канадску војску. Највећи одзив за учествовање у Првом светском рату међу Микмацима било је на Острву Принца Едварда, где се тридесет четири од шездесет четири одрасла Микмака из племена „Ленокс Ајленд прва нација”, пријавило у оружане снаге. Они су се посебно истакли у Бици код Амијена. Преко 250 Микмака се 1939. добровољно пријавило да учествује у Другом светском рату. Док се за учешће у Корејском рату 1950. године, пријавило преко 60 Микмака.

#### Микмаци са Њуфаундленда
Влада Канаде је 2011. године објавила признање „Калипу прве нације” насељене у Њуфаундленду и Лабрадору. Нова банда (потплеме, дружина), која је без земље, прихватила је 25.000 пријава за чланство (држављанство) до октобра 2012. године. Укупно је послато преко 100.000 захтева за чланство (држављанство) прве нације Калипу, што је еквивалент 1/5 становништва покрајине. Неколико микмачких институција, укључујући Велико веће, тврдило је да „Калипу прва нација” нема легитимно староседелачко порекло и да прихвата превише чланова. У новембру 2019. године решено је питање легитимитета и микмачко Велико веће је прихватило „Калипу прву нацију” као део микмачке нације.

## Вера, духовност и традиција

### Микмачка вера
Део Микмака исповеда католичку веру, део само традиционалну микмачку веру; али многи поштују обе због компатибилности између хришћанства и традиционалне микмачке вере.

### Микмачка усмена предања
Микмаци су пре контакта са Европљанима користили петроглифе, али њихова употреба није била раширена. Поред тога, не верује се да су Микмаци пре контакта имали било какав облик писаног језика. Скоро сви микмачки обичаји преношени су усмено, првенствено путем приповедања. Традиционално су постојала три нивоа усмене традиције: верски митови, легенде и фолклор. Што укључује микмачке приче о стварању света и митове који објашњавају организацију света и друштва; на пример, како су створени мушкарци и жене и зашто се разликују једни од других. Најпознатији микмачки мит је мит о Глускапу. Добри приповедачи су високо цењени међу Микмацима, јер преносе важна учења која утичу на обликовање младих, а такође су извор забаве.
Постоји микмачки мит који говори о томе да су зло и изопаченост међу људима довели до тога да убијају једни друге, што је изазвало велику тугу творцу-богу-сунцу, који је толико плакао да су његове сузе постале киша, довољно јака да изазове потоп. Људи су покушавали да преживе поплаву путујући у кануима од брезове коре, али су само један старац и једна жена преживели и поново населили земљу.

### Света места
Духовна престоница микмачког народа је Мнику, мало острво у језеру Бра д'Ор у Новој Шкотској, на коме се окупља Велико веће (Санте Мавиоми). Острво се налази у оквиру резервата под именом Чеп'л Ајленд. На острву се такође налази мисија Свете Ане, која је важно место за микмачке ходочаснике. Острво је проглашено историјским локалитетом.

### Етноботаника
Балзамасту јелу (Abies balsamea) Микмаци у својој народној медицини користе у разне сврхе. За дијареју користе пупољке, шишарке и унутрашњу кору; смолу за опекотине, прехладу, преломе, чир и ране; шишарке за грчеве у стомаку; пупољке као лаксатив; и кору за гонореју. Користе дрво за потпалу, гране за израду кревета, а кору за прављење пића.

## Микмачке „прве нације”
Списак микмачких првих нација је приказан у табели испод.
| Насеље                            | Покрајина/Држава       | Град/Резерват                | Процењени број |
| --------------------------------- | ---------------------- | ---------------------------- | -------------- |
| Абегвајт прва нација              | Острво Принца Едварда  | Скочфорт, Роки Поинт, Морел  | 396            |
| Акадија прва нација               | Нова Шкотска           | Јармут                       | 996            |
| Анаполис Вели прва нација         | Нова Шкотска           | Кембриџ Стејш'н              | 219            |
| Арустук банда Микмака             | Мејн                   | Преск Ајл                    | 920            |
| Бер Рив'р прва нација             | Нова Шкотска           | Бер Рив'р                    | 272            |
| Бактуш прва нација                | Њу Брансвик            | Бактуш                       | 80             |
| Б'рнт Ч'рч прва нација            | Њу Брансвик            | Есгенопетиџ 14               | 1.488          |
| Чеп'л Ајл'нд прва нација          | Нова Шкотска           | Чеп'л Ајл'нд                 | 576            |
| Ил Граунд прва нација             | Њу Брансвик            | Ил Граунд                    | 844            |
| Ил Рив'р Бар прва нација          | Њу Брансвик            | Ил Рив'р Бар                 | 589            |
| Елсипогтог прва нација            | Њу Брансвик            | Биг Коув                     | 3.000+         |
| Ескасони прва нација              | Нова Шкотска           | Ескасони                     | 4.400+         |
| Форт Фоли прва нација             | Њу Брансвик            | Дорчестер                    | 105            |
| Миккмаци Гасгапегиага             | Квебек                 | Гасгапегиаг                  | 1.174          |
| Микмачка нација Геспега           | Квебек                 | Фонтенел                     | 490            |
| Глускап прва нација               | Нова Шкотска           | Хантспорт                    | 360            |
| Индијан Ајл'нд прва нација        | Њу Брансвик            | Индијан Ајл'нд               | 145            |
| Ленокс Ајл'нд прва нација         | Острво Принца Едварда  | Ленокс Ајл'нд                | 700            |
| Листугуџ Микмаци прва нација      | Квебек                 | Листугуџ Микмаци прва нација | 3.166          |
| Мемберту прва нација              | Нова Шкотска           | Сиднеј                       | 1.051          |
| Метепенагиаг микмачка нација      | Њу Брансвик            | Ред Бенк                     | 527            |
| Миопукек прва нација              | Њуфаундланд и Лабрадор | Кон Рив'р                    | 2.366          |
| Микмачка банда Калипу прва нација | Њуфаундланд и Лабрадор | Њуфаундланд и Лабрадор       | 21.429         |
| Милбрук прва нација               | Нова Шкотска           | Труро                        | 1.400          |
| Пабинау прва нација               | Њу Брансвик            | Батерст                      | 214            |
| Пактнкек прва нација              | Нова Шкотска           | Пактнкек                     | 500            |
| Пиктоу Лендинг прва нација        | Нова Шкотска           | Трентон                      | 547            |
| Сипикнекатик прва нација          | Нова Шкотска           | Индијан Брук (Шубенакади)    | 2.120          |
| Вагматкук прва нација             | Нова Шкотска           | Вагматкук                    | 623            |
| Вејкоба прва нација               | Нова Шкотска           | Вајкокома                    | 900            |

## Демографија
Микмачко становништво пре контакта са Европљанима је процењено на 3.000—30.000. Отац Бјар је 1616. проценио бројност микмачког становништва на више од 3.000, али је приметио да је због европских болести дошло до великих губитака становништва током 16. века. Велике богиње и друге заразне болести пренете из Европе, на које Микмаци нису имали имунитет, ратови и алкохолизам довели су до даљег опадања домаћег становништва. Најнижа тачка достигнута је средином 17. века. Затим је број Микмака поново благо порастао, пре него што је постао стабилан током 19. века. Током 20. века број микмачког становништва је поново у порасту. Просечан годишњи раст од 1965. до 1970. године био је око 2,5%.

## Именовање предела и објеката по Микмацима
По Микмацима су названи многи географски локалитети и објекти, укључујући брод HMCS Микмак (R10), језеро Микмак и Мик Мак Мол (Тржни Центар Микмак).

## Познати Микмаци

### Академици
- Памела Палматер, професор на Универзитету Рајерсон у Торонту
- Патриша Дојл-Бедуел, професорка на Универзитету Делхаузи у Халифаксу
- Мари Батист, професорка на Универзитету Саскачевана у Саскатуну

### Борци за људска права
- Ана Меј Акваш, активисткиња (1946—1976)
- Џ. Кевин Барлоу, борац за људска права
- Нора Бернард, активисткиња
- Доналд Маршал, јуниор, неосновано осуђен за убиство; касније се борио за право Микмака на риболов
- Данијел Н. Пол, старешина, писац, историчар племена, колумниста и борац за људска права
- Габријел Силибој, микмачки велики поглавица од 1918. до 1964.

### Уметници
- Рита Џо, песникиња
- Урсула Џонсон, визуелни уметник
- Ники Гулд, глумица
- Филис Грант, филмски стваралац и уметник
- Џесика Хармон, глумица[92]
- Ричард Хармон, глумац[92]

### Спортисти
- Пети Каталано, маратонка
- Санди Макарти, играо је за Клагари Флејмс хокејашки клуб
- Еверет Санипас, играо је за Квебек нордик хокејашки клуб

### Војници
- Етјен Батард (18. век)
- Поглавица Жан-Батист Коуп (или Жан-Батист Копит)
- Сем Глоуд
- Пол Лоран[93]

### Остали
- Судија Тимоти Габријел, први Микмак који је постао судија у Новој Шкотској[94]
- Питер Пол Тони Бејби, микмачки поглавица и лекар опште праксе (1850-их)
- Индијан Џо, извиђач у време америчког рата за независност
- Ноел Џедор, сахем, микмачки изгнаник (1865—1944)[95]‍:5[96]‍:33[97]
- Хенри Мемберту, велики поглавица и духовни вођа (1525—1611)
- Лоренс Пол, поглавица „Милбручке прве нације”

### За даље читање
- Davis, Stephen A. (1998). Míkmaq: Peoples of the Maritimes. Nimbus Publishing.
- Joe, Rita; Choyce, Lesley (2005). The Míkmaq Anthology. Nimbus Publishing. ISBN 1-895900-04-2.
- Johnston, A.J.B.; Francis, Jesse (2013). Niꞌn na L'nu: The Miꞌkmaq of Prince Edward Island. Charlottetown: Acorn Press. ISBN 978-1-894838-93-1.
- Magocsi, Paul Robert, ур. (1999). Encyclopedia of Canada's Peoples. Toronto: University of Toronto Press.
- Prins, Harald E. L. (1996). The Míkmaq: Resistance, Accommodation, and Cultural Survival. Case Studies in Cultural Anthropology. Wadsworth.
- Speck, Frank (1922). Beothuk and Micmac.
- Whitehead, Ruth Holmes (2004). The Old Man Told Us: Excerpts from Míkmaq History 1500—1950. Nimbus Publishing. ISBN 0-921054-83-1.

### Архивски примарни извори
У хронолошком реду
- 1749 A Geographic History of Nova Scotia. 1749
- 1758 Malliard, Antoine Simon (1758). An account of the customs and manners of the MicMakis and Marichetts Savage Nations.
- 1760 Thomas Picheon
- 1797 Miꞌkmaq Language, 1797
- 1814 Bromley, Walter (1814). Mr. Bromley's second address, on the deplorable state of the Indians delivered in the „Royal Acadian School,” at Halifax, in Nova Scotia, March 8, 1814. [Halifax, N.S.?] : Printed at the Recorder Office. ISBN 978-0-665-20998-7.
- 1822 Bromley, Walter (1822). An account of the aborigines of Nova Scotia called the Micmac Indians. London? : s.n. ISBN 978-0-665-57322-4.
- 1819 Rand, Silas Tertius (1850). A short statement of facts relating to the history, manners, customs, language, and literature of the Micmac tribe of Indians, in Nova-Scotia and P.E. Island: being the substance of two lectures delivered in Halifax, in November, 1819, at public meetings held for the purpose of instituting a mission to that tribe. Halifax, N.S.? : s.n. ISBN 978-0-665-39506-2.
- 1866 Vetromile, Eugene (1866). The Abnakis and their history: Historical notices on the aborigines of Acadia. New York: J.B. Kirker. ISBN 978-0-665-33924-0.
- 1873 An account of the present state of Nova Scotia Hollingsworth. 1873
- Thomas Pichon on Miꞌkmaq
- 1896 Piers, Harry (1896). Relics of the stone age in Nova Scotia. S.l. : s.n. ISBN 978-0-665-35337-6.
- Rand and the Micmacs
- 1922 Speck, Frank (1922). Beothuk and Micmac.

### Документарни филмови
- Our Lives in Our Hands Архивирано на веб-сајту  (11. мај 2008) (Míkmaq basketmakers and potato diggers in northern Maine, 1986)
- British Radio Documentary on the Miꞌkmaq Community at Millbrook nr Truro Recorded by Terry Mechan June 2012